# Hans Persson (författare)
Hans Persson, född 1953, är en svensk lärare, läromedelsförfattare och lärarutbildare.
Persson har fått pris för sin lärargärning. [källa behövs]

## Priser och utmärkelser
- Carl von Linné-plaketten 2000
- Kunskapspriset 2004
- Lärkan 2014